# نیکولا مالباشا
نیکولا مالباشا (صربی: Nikola Malbaša؛ زادهٔ ۱۲ سپتامبر ۱۹۷۷) بازیکن فوتبال اهل صربستان بود.
از باشگاه‌هایی که در آن بازی کرده‌است می‌توان به باشگاه فوتبال پارتیزان، باشگاه فوتبال شاندونگ تایشان، باشگاه فوتبال احمد گروزنی، و باشگاه فوتبال آ. ا. ک آتن اشاره کرد.
وی همچنین در تیم ملی فوتبال صربستان و مونته‌نگرو بازی کرده‌است.